# Gwen Moore
Gwendolynne Sophia Moore (Racine, Wisconsin, Estados Unidos, 18 de abril de 1951) es una política estadounidense miembro del Partido Demócrata y que ejerce como representante del 4.º distrito congresual de Wisconsin desde 2005. En 2016, Moore fue elegida presidenta del Caucus Negro del Congreso para el 115.º Congreso de los Estados Unidos. Su distrito se encuentra en Milwaukee y, como resultado de la redistribución de distritos de 2011, también incluye algunos suburbios del condado de Milwaukee: Bayside, Brown Deer, Cudahy, Fox Point, Glendale, St. Francis, South Milwaukee, West Milwaukee, Shorewood y Whitefish Bay. Moore es la primera mujer que representa a este distrito, además de la segunda mujer después de Tammy Baldwin y la primera afroamericana electa congresista por Wisconsin. Actualmente es la representante de Wisconsin que lleva más tiempo en el cargo tras el retiro del representante Ron Kind en 2023.